# Golf Club of Georgia
The Golf Club of Georgia  is een besloten golfclub in Alpharetta, Georgia, net ten noorden van Atlanta. Het werd in 1990 opgericht.

## Golfbaan
De club beschikt over twee 18-holes golfbanen, de Lakeside en de Creekside, beide ontworpen door Arthur Hill. Lakeside dankt zijn naam aan Lake Windward, dat tussen de laatste negen holes ligt. Hole 11 werd door Golf Digest in 1999 een van de beste holes van de Verenigde Staten genoemd. 
Creekside werd in 1993 geopend samen met het nieuwe clubhuis.
In 2001 kochten de leden de club van Fuji Development USA en Hajime Yamazaki.

## Toernooien
- Georgia Cup: In de week voorafgaand aan de Masters wordt hier sinds 1998 een benefiet matchplay gehouden tussen de laatste winnaars van het US amateurkampioenschap en het Brits amateurkampioenschap. Het toernooi is op beide banen gespeeld.
- US Collegiate Championship sinds 2006, toernooi tussen teams van 15 universiteiten
- US Senior Championship 1995-2000, winnaars: Bob Murphy (1995), Jim Colbert (1996), Graham Marsh (1997) en John Jacobs (1998). In 1999 en 2000 won Hale Irwin.

## Georgia Tech
Sinds 1995 is de golfclub de thuisclub voor de spelers van Georgia Tech. Een van hun studenten was Matt Kuchar, de 1997 US Amateur, die hier de eerste Georgia Cup won door Craig Watson te verslaan. 

## Invitational members
De club heeft een aantal Invitational Members:
- 2004: Troy Matteson en Kris Mikkelsen
- 2005: Nick Cassini en Jonathan Fricke
- 2007: Heath Slocum, Roberto Castro en Brendon Todd

Matteson, Slocum, Castro en Todd zijn nu lid van de PGA Tour.